# Caminha (Matriz) e Vilarelho
Caminha (Matriz) e Vilarelho est une paroisse civile portugaise (en portugais : freguesia) de la municipalité de Caminha dans le district de Viana do Castelo. Elle est créée en 2013, par fusion des paroisses de Caminha (Matriz) et Vilarelho.

## Géographie
Caminha (Matriz) e Vilarelho est située dans le nord du Portugal, à l'embouchure du Minho, fleuve frontalier avec l'Espagne. La paroisse est également arrosée par le Coura (pt), qui délimite son territoire au nord.

## Histoire
En raison de sa position stratégique dominant l'estuaire du Minho, la ville de Caminha est connue depuis le Ve siècle (Camenae ou Camina). La localité de Vilarelho est quant à elle attestée depuis le XIIIe siècle.
La paroisse ville de Caminha (Matriz) e Vilarelho est créée par la loi no 11-A/2013 du 28 janvier 2013 portant réorganisation administrative du territoire des freguesias, en fusionnant les paroisses de Caminha (Matriz) et Vilarelho. Son nom officiel est União das Freguesias de Caminha (Matriz) e Vilarelho et son siège est fixé à Caminha (Matriz).

## Démographie
Lors du recensement de 2021, Caminha (Matriz) e Vilarelho compte 2 373 habitants. C'est alors la deuxième paroisse la plus peuplée de la municipalité de Caminha, qui regroupe 15 797 habitants, derrière Vila Praia de Âncora (4 623 habitants).